# 亀岡市立保津小学校
亀岡市立保津小学校（かめおかしりつ ほづしょうがっこう）は、京都府亀岡市にある公立小学校。

## 沿革
- 1872年（明治5年） - 南桑田郡第13番学区小学校（4ヶ村組合立、村上勝之進氏宅）
- 1882年（明治15年） - 南桑田郡第21番学区彰常小学校（尋常科4年）
- 1904年（明治37年） - 彰常尋常高等小学校（校名改称）
- 1918年（大正7年） - 保津尋常高等小学校（校名改称）
- 1936年（昭和11年） - 二宮金次郎像建立

## 交通アクセス
- 西日本旅客鉄道(JR西日本) 山陰本線 亀岡駅より1200m。

## 通学区域が隣接している学校
- 亀岡市立安詳小学校
- 亀岡市立詳徳小学校
- 亀岡市立亀岡小学校
- 亀岡市立城西小学校
- 亀岡市立大井小学校
- 亀岡市立亀岡川東学園
- 京都市立宕陰小中学校
- 京都市立嵯峨小学校
- 京都市立嵐山東小学校